# (8564) Anomalocaris
(8564) Anomalocaris (1995 UL3) – planetoida z pasa głównego asteroid okrążająca Słońce w ciągu 5,87 lat w średniej odległości 3,25 au. Odkryta 17 października 1995 roku.